# Korung-Nationalpark
Der Korung-Nationalpark (englisch: Korung-National Park) ist ein Naturschutzgebiet in Australien. Er befindet sich am östlichen Stadtrand von Perth und grenzt an die Stadtteile Karragullen und Pickering Brook. Erreichen kann man den 63,44 km² großen Nationalpark über die Kenning Road, aber es sind auch weitere Zugänge möglich.
Im hügeligen Park wachsen Banksien und Eukalypten sowie zahlreiche Wildblumen, die vor allem im Frühling intensiv blühen. Es gibt im Nationalpark Aussichtspunkte, die einen Blick über Perth bis an den Indischen Ozean erlauben.
Der Nationalpark ist ein beliebtes Ausflugsziel für Wanderer und Mountainbiker aus dem nahen Perth. Ein Teil des Radwegs Munda Biddi Bike Trail führt durch den Park. Des Weiteren gibt es Wanderwege wie den Carmel Walk Trail, den Mason & Bird Heritage Trail, den Lions Lookout Walk Trail, den Victoria Reservoir Walk und den Chanel Ten Tower Walk.